# جون توماس (لاعب كرة قدم أمريكية)
جون توماس (بالإنجليزية: John Thomas)‏ هو لاعب كرة قدم أمريكية أمريكي، ولد في 25 يناير 1935 في تايلر في الولايات المتحدة.

## وصلات خارجية
- جون توماس على موقع كلية كرة السلة في سبورتس رفرنس.كوم (الإنجليزية)
- جون توماس على موقع مرجع كرة القدم المحترفة.كوم (الإنجليزية)